# Moscow Country Club
De Moscou Country Club is een golfclub in Nachabino, een plaats in het District Krasnogorski van de Oblast Moskou, zo'n dertig kilometer ten noordwesten van het centrum van Moskou. 

## Golfbaan
Hier bevindt zich de oudste en tot in 2008 enige 18-holes golfbaan van Rusland. Hij werd aangelegd vanaf 1988 door Robert Trent Jones Jr in een bebost stuk land waar hij mocht kappen om een baan te maken die aan alle eisen zou voldoen om daar grote internationale toernooien te laten spelen.
Zes jaar later werd de 18 holesbaan geopend.
In 1993 werd het eerste Russisch Open hier gespeeld hoewel er nog maar op negen holes gespeeld kon worden. Het toernooi werd hier tot 2008 ieder jaar gespeeld.

## Uitbreiding
Na 2000 heette het domein enkele jaren de Le Méridien Moscou Country Club, alvorens terug zijn oude naam aan te nemen. Er werd een hotel met 131 kamers gebouwd en er staan 68 houten huizen rondom de baan. De meeste zijn gebouwd in de datsja-stijl uit de 18de eeuw.
De Country Club was tijdens het Wereldkampioenschap voetbal 2018 de uitvalsbasis van het Belgisch voetbalelftal.